# Esclavolles-Lurey
Esclavolles-Lurey település Franciaországban, Marne megyében. Lakosainak száma 644 fő (2022. január 1.). Esclavolles-Lurey Crancey, Périgny-la-Rose, Conflans-sur-Seine, Potangis és Villiers-aux-Corneilles községekkel határos.

## Népesség
A település népességének változása:
| Lakosok száma | 351  | 313  | 493  | 520  | 596  | 596  | 589  | 618  | 633  | 644  |
|               | 1968 | 1982 | 1990 | 2006 | 2013 | 2015 | 2017 | 2019 | 2020 | 2022 |